# O Zero e o Infinito
O Zero e o Infinito (no original, em alemão,  Sonnenfinsternis, isto é, Eclipse solar) é um romance escrito por Arthur Koestler, publicado inicialmente em inglês com o título Darkness at Noon, Escuridão ao meio-dia, em 1940.
O personagem principal do romance, o fictício e velho militante Rubachov é inspirado nos líderes bolcheviques aniquilados pelo regime estalinista durante o Grande Expurgo na União Soviética. O livro relata as reflexões do preso político e o processo que o conduz a confessar um crime que ele não cometeu e, finalmente, à sua execução.

## Influência

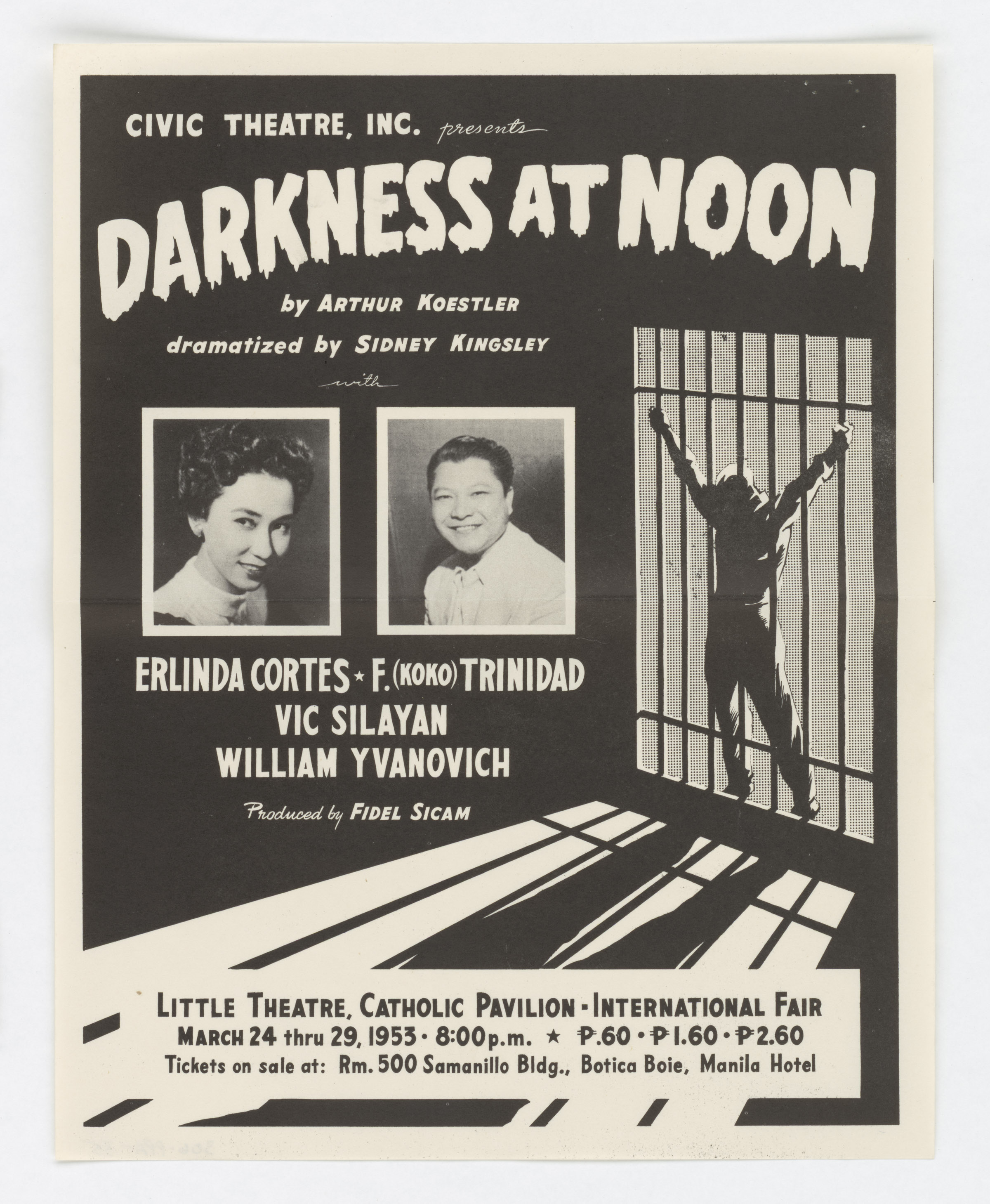
Folheto para uma adaptação teatral de "Darkness at Noon", de Sidney Kingsley de 1953

Escritores interessados nas lutas políticas da época acompanharam Koestler e outros europeus de perto. O escritor britânico George Orwell escreveu: "Rubashov poderia ser chamado de Trotsky, Bukharin, Rakovski ou alguma outra figura relativamente civilizada entre os velhos bolcheviques." Em 1944, Orwell observou que as melhores obras sobre política em inglês estavam sendo feitas por europeus e não-nativos britânicos, em seu ensaio sobre a discutida obra de Koestler, Darkness at Noon.
Comunistas americanos e europeus consideraram O Zero e o Infinito como anti-estalinista e anti-URSS. Na década de 1940, vários roteiristas de Hollywood ainda eram comunistas, geralmente atraídos para o partido durante as crises económicas e sociais da década de 1930. De acordo com Kenneth Lloyd  Billingsley em um artigo publicado em 2000, os comunistas consideraram o romance de Koestler importante o suficiente para evitar a sua adaptação para o cinema.